# Seán O’Casey híd
Seán O’Casey híd (írül: Droichead Sheáin Uí Chathasaigh, angolul: Seán O'Casey Bridge) Gyalogos lengőhíd Dublinban, mely a Liffey folyó felett ível át.  A déli George's, City rakpartot köti össze az északi North Wall rakparttal. Az egyik legújabb a dublini hidak sorában. 2005-ben épült a környező városrészek nagyfokú megújítási, átalakítási munkálatainak részeként és kizárólag gyalogos átkelésre szolgál. A híd érdekessége a pilléreken nyugvó, két kiegyensúlyozott acél szárnyszerkezeti rész, melyek az alaphelyzetből 90°-kal elforgathatók, hogy hajók haladhassanak át közöttük. A híd hossza 100 méter, tömege 320 tonna.
A gyaloghidat Bertie Ahern ír miniszterelnök nyitotta meg 2005 júliusában, nevét pedig Seán O’Casey (1880-1964) dublini íróról kapta.

## Külső oldalak
- Éjszakai fénykép a Seán O’Casey hídról